# Agnia pulchra
Agnia pulchra là một loài bọ cánh cứng trong họ Cerambycidae.